# Lee Kinsolving
Lee Kinsolving (eigentlich Arthur Lee Kinsolvin jr.; * 30. August 1938 in Boston, Massachusetts; † 4. Dezember 1974 in Palm Beach, Kalifornien) war ein US-amerikanischer Schauspieler.

## Leben
Lee Kinsolving, das älteste von vier Kindern eines Funktionärs der amerikanischen Episkopalkirche, begann schon während seines ersten Jahres auf dem College mit der Schauspielerei. Er nahm Schauspielunterricht am bekannten Actors Studio in New York und war somit ein sogenannter „Method Actor“.
Nach einer kurzen Zeit am Broadway wurde der Manager Richard Clayton auf ihn aufmerksam. Clayton, der schon James Dean und Tab Hunter zu berühmten Schauspielern gemacht hatte, brachte den jungen Mann in einigen Fernsehshows unter. 1959 zog Kinsolving endgültig nach Hollywood, wo er sich mit James Franciscus in der Anfangszeit ein Zimmer teilte. Auch hier trat er zuerst in Fernsehserien auf, bevor er 1960 in dem Kriegsfilm … und der Herr sei uns gnädig sein Spielfilmdebüt gab. 
Schon für seine zweite Rolle, die des Sammy in dem Drama Das Dunkel am Ende der Treppe, erhielt er eine Nominierung für den Golden Globe Award als bester Nebendarsteller. Kinsolving machte nur noch einen weiteren Spielfilm, das Teeanger-Drama Frühreife Generation unter Regie von Buzz Kulik. Obgleich Kritiker den Schauspieler für seine intensiven Darstellungen lobten und er zeitweise als kommender Filmstar gehandelt wurde, spielte er danach nur noch Gastrollen im Fernsehen.
Nachdem seine Karriere stagnierte, zog sich Kinsolving 1966 frustriert von der Schauspielerei zurück und kaufte das Restaurant Toad Hall in Manhattan. Nach kurzen Affären verkaufte er das Restaurant und heiratete 1969. Kinsolving und seine Frau zogen nach Florida und eröffneten zwei Kunstgalerien. 1972 wurde die Ehe geschieden. Mit seinem Privatboot reiste der begeisterte Segler herum.
Lee Kinsolving litt unter einer Erkrankung seiner Atemwege. Am 4. Dezember 1974, im Alter von 36 Jahren, brach er in seinem Appartement in Palm Beach bewusstlos zusammen und starb.

## Filmografie
Kino
- 1960: Und der Herr sei uns gnädig (All the Young Men)
- 1960: Das Dunkel am Ende der Treppe (The Dark at the Top of the Stairs)
- 1961: Frühreife Generation (The Explosive Generation)

Fernsehen
- 1958: Wenn man Millionär wär’ (The Millionaire, Folge 5x06)
- 1958: Pursuit (Folge 1x01)
- 1958: Playhouse 90 (Folge 3x10)
- 1959: Alcoa Theatre (Folge 2x09)
- 1959: Westinghouse Desilu Playhouse (Folge 1x17)
- 1959: Black Saddle (Folge 1x13)
- 1959: Ah, Wilderness! (Fernsehfilm)
- 1959: Have Gun – Will Travel (Folge 2x33)
- 1959: Westlich von Santa Fé (The Rifleman, Folge 1x39)
- 1960: Hawaiian Eye (Folge 2x16)
- 1961: Abenteuer im wilden Westen (Zane Grey Theater, Folge 5x27)
- 1961: Kein Fall für FBI (The Detectives, Folge 2x32)
- 1961: Target: The Corruptors (Folge 1x07)
- 1963: Ben Casey (Folge 2x24)
- 1963: Mr. Novak (Folge 1x01)
- 1964: The Eleventh Hour (Folge 2x16)
- 1964: Twilight Zone (The Twilight Zone, Folge 5x18)
- 1964: The Outer Limits (Folge 1x21)
- 1964: Route 66 (Folge 4x20)
- 1964: Rauchende Colts (Gunsmoke, Folge 9x35)